# Nierówności Bernsteina
Nierówności Bernsteina – nierówności pojawiające się w rachunku prawdopodobieństwa. Ich nazwa pochodzi od nazwiska radzieckiego matematyka, Siergieja Bernsteina.

## Nierówność Bernsteina
Niech {\displaystyle X_{1},\dots ,X_{n}} będą niezależnymi zmiennymi losowymi na przestrzeni {\displaystyle (\Omega ,{\mathcal {A}},P)} o tym samym rozkładzie takimi, że {\displaystyle |X_{i}|\leqslant K,{\mbox{E}}X_{i}=0,{\mbox{E}}X_{i}^{2}=\sigma ^{2}} dla pewnej liczby {\displaystyle K\geqslant 0} oraz wszystkich liczb naturalnych {\displaystyle i\leqslant n.} Wówczas, prawdziwa jest następująca nierówność, zwana nierównością Bernsteina:
{\displaystyle P{\bigg (}{\Big |}X_{1}+\ldots +X_{n}{\Big |}>t\sigma {\sqrt {n}}{\bigg )}\leqslant 2\exp \left(-{\frac {t^{2}}{2}}\cdot {\frac {1}{1+{\frac {Kt}{3\sigma {\sqrt {n}}}}}}\right).}

## Nierówność Bernsteina (schemat Bernoulliego)
Jeśli {\displaystyle S_{n}} jest liczbą sukcesów w schemacie {\displaystyle n} prób Bernoulliego z prawdopodobieństwem sukcesu {\displaystyle p,} to dla każdego {\displaystyle \varepsilon >0}
{\displaystyle P\left(\left|{\frac {S_{n}}{n}}-p\right|>\varepsilon \right)\leqslant 2e^{-{\frac {n\varepsilon ^{2}}{4}}}.}
Szczególnym przypadkiem tej nierówności jest tzw. symetryczna nierówność Bernsteina, która mówi, że jeżeli {\displaystyle (U_{n})} jest ciągiem Bernoulliego, to
{\displaystyle P\left({\frac {U_{1}+\ldots +U_{n}}{\sqrt {n}}}>r\right)\leqslant e^{-{\frac {r^{2}}{2}}}.}